# Fallosquilla fallax
Fallosquilla fallax is een bidsprinkhaankreeftensoort uit de familie van de Squillidae. De wetenschappelijke naam van de soort is voor het eerst geldig gepubliceerd in 1914 door Bouvier.